# Connarus ovatifolius
Connarus ovatifolius là một loài thực vật có hoa trong họ Connaraceae. Loài này được (Mart. ex Baker) Schellenb. mô tả khoa học đầu tiên năm 1938.